# Arthroleptis schubotzi
Arthroleptis schubotzi Nieden, 1911 è un anfibio anuro, appartenente alla famiglia degli Artroleptidi.

## Etimologia
L'epiteto specifico è stato dato in onore di Johann G. Hermann Schubotz.

## Distribuzione e habitat
Si trova nella Rift Valley africana dalle sponde settentrionali del lago Tanganica alla Provincia del Kivu Nord (Repubblica Democratica del Congo), Ruanda occidentale e Burundi; Uganda occidentale e Tanzania sudoccidentale.